# Pseudoleskea brachyclados
Pseudoleskea brachyclados là một loài Rêu trong họ Leskeaceae. Loài này được (Schwägr.) Kindb. mô tả khoa học đầu tiên năm 1884.